# Фотодиод
Фотодиодът представлява полупроводников диод, който е в състояние да преобразува светлината в електрически ток чрез фотоелектричен ефект на p-n-прехода. Друга дефиниция е полупроводников високочувствителен нискоинерционен преобразувател на светлинни сигнали в електрични.
Фотодиодът е полупроводников диод, чийто ток се управлява от осветлението с инфрачервени, видими, ултравиолетови или рентгенови лъчи. Създаването му като уред е резултат от изследванията върху зависимостта на изправителното действие на контакта метал-полупроводник от осветлението.

## Устройство и конструкция
Типичният силициев фотодиод се състои от 2 слоя с p- и n-проводимост, контакти и изводи. Предният слой е слабо дотиран (легиран) и трябва да е много тънък, за да не поглъща падащата светлина и тя да може да достигне до p-n-прехода. Тъй като светлината трябва да попадне върху p-n-прехода, същият се намира зад прозрачен антиотражателен слой (напр. от цинков окис). Често пред същинския фотодиоден слой се намира прозрачен прозорец, служещ като предпазител против механични повреди или фотодиодът е монтиран в прозрачна отливка.

## Класификация и начин на действие

### p-i-n-фотодиод
В p-i-n структурата средната i-област е затворена между две области с противоположна проводимост. Когато фотон с достатъчно енергия удари диода, той създава двойка токоносители електрон-дупка. Този механизъм е известен още като вътрешен фотоелектричен ефект. Токоносителите се изместват от електрическото поле, като дупките се придвижват към анода, а електроните към катода. При достатъчно високо напрежение то прониква в i-областта, а свободните токоносители, появили се поради облъчването с фотони, се ускоряват от електрическото поле на p-n прехода. Това подобрява бързодействиeто и чувствителността. Увеличаването на бързодействиeто на p-i-n-фотодиода се дължи на факта, че дифузионният процес се заменя от дрейфа на електрическите заряди в силно електрическо поле. При напрежение Uобр ≈ 0,1 V p-i-n-фотодиодът вече има предимство в бързодействиeто.
Предимства:
1) възможно е да се осигури чувствителност в дълговълновата част на спектъра чрез промяна на ширината на i-областта.
2) висока чувствителност и бързодействиe
3) ниско работно напрежение Uраб
Недостатъци:
трудно получаване на висока чистота на i-областта

### Фотодиод на Шотки
Фотодиодът с бариера на Шотки има структура метал-полупроводник. При образуване на структурата част от електроните преминава от метала в полупроводника от p-тип.

### Лавинен фотодиод
В структурата се използва лавинен пробив. Той възниква когато енергията на фотоносителите надвишава енергията за образуване на двойки електрон-дупка. Лавинните фотодиоди имат много висока чувствителност, която се оценява с коефициента на вътрешно усилване (коефициент на лавинно умножение):
{\displaystyle M={\frac {I_{\Phi }}{I_{\Phi _{0}}}}}
{\displaystyle M={\frac {1}{1-\left({\frac {U}{U_{pr}}}\right)^{m}}}}
За да се осъществи лавинообразно умножение, трябва да бъдат изпълнени две условия:
1) Електрическото поле в областта на пространствения заряд трябва да бъде достатъчно голямо, така че за дължината на свободния път електронът да натрупа енергия, по-голяма от ширината на забранената зона
{\displaystyle q\lambda ={\frac {3I_{g}}{2}}}
2) Ширината на областта на пространствения заряд трябва да бъде значително по-голяма от средния свободен път:
{\displaystyle W>>\lambda }
Стойността на вътрешното усилване е M = 10—100 в зависимост от типа на фотодиодите.

### Фотодиод с хетероструктура
Хетеропреходът е слой, който се появява на границата на два полупроводника с различна ширина на забранената зона. Един слой  p+ играе ролята на „приемен прозорец“. Зарядите се генерират в централната област. Чрез избора на полупроводници с различна ширина на забранената зона може да се обхване целият диапазон на дължини на вълната. Недостатъкът е сложността на производството.

## Параметри и характеристики на фотодиодите

### Параметри
- Чувствителност
Отразява изменението на електрическото състояние на изхода на фотодиода при подаване на входа на единичен оптичен сигнал. Количествено чувствителността се измерва с отношението на изменението на електрическата величина, снемана на изхода на фотоприемника, към светлинния поток или излъчения поток, който я предизвиква.
{\displaystyle S_{i,{\Phi _{v}}}={\frac {I_{\Phi }}{\Phi _{v}}}}; {\displaystyle S_{i,{E_{v}}}={\frac {I_{\Phi }}{E_{v}}}} — токова чувствителност по светлинен поток
{\displaystyle S_{u,{\Phi _{e}}}={\frac {U_{\Phi }}{\Phi _{e}}}}; {\displaystyle S_{i,{E_{e}}}={\frac {U_{\Phi }}{E_{e}}}} — напрежителна чувствителност по енергетичен поток
- Шумове
В допълнение към полезния сигнал, на изхода на фотодиода се появява хаотичен сигнал с произволна амплитуда и спектър - шумът на фотодиода. Той не позволява да се регистрират произволно малки полезни сигнали. Шумът от фотодиод е сума от шума на полупроводниковия материал и фотонния шум.

### Характеристики
- Волт-амперна характеристика (ВАХ)
Зависимост на изходното напрежение от входния ток. {\displaystyle U_{\Phi }=f(I_{\Phi })}
- Спектрални характеристики
Зависимост на фототока от дължината на вълната на падащата светлина върху фотодиода. При големи дължини на вълната тя се определя от ширината на забранената зона, а при малки дължини на вълната – от големия коефициент на поглъщане и увеличеното влияние на повърхностната рекомбинация на токоносителите с намаляване дължината на вълната на светлинните кванти. Тоест, границата на чувствителност на късата вълна зависи от дебелината на основата и от скоростта на рекомбинация на повърхността. Положението на максимума в спектралната характеристика на фотодиода силно зависи от степента на увеличение на коефициента на поглъщане.

- Светлинни характеристики
Зависимостта на фототока от осветеността е пропорционална. Това се дължи на факта, че дебелината на основата на фотодиода е много по-малка от дълбочината на проникване (дифузията) на неосновните токоносители. Тоест, почти всички неосновни токоносители, възникнали в основата, участват във формирането на фототока. Общият ток през фотодиода е сумата на фототока (на полезния сигнал) и тъмновия ток (ток, който се генерира при липса на светлина). Тъмният ток трябва да бъде сведен до минимум, за да се увеличи максимално чувствителността на устройството.

- Времеконстанта
Това е времето след осветяване или след затъмнение на фотодиода, в течение на което фототокът се изменя до 1/е пъти (63 %) от своята установена стойност.
- Тъмново съпротивление
Съпротивлението на фотодиода при отсътствие на осветяване (сигнал).
- Инерционност

## Структура
През 50-те години за направата на фотодиоди започват все повече да се използват p-n преходи на германий (Ge), силиций (Si) и други полупроводникови материали. Те имат максимална чувствителност при определена дължина на вълната и се използват в диапазона около нея.
| Полупроводников материал       | Диапазон от дължини на вълната (nm) на най-голяма чувствителност |
| ------------------------------ | ---------------------------------------------------------------- |
| Силиций Si                     | 190–1100                                                         |
| Германий Ge                    | 400–1700                                                         |
| Индиево-галиев арсенид InGaAs  | 800–2600                                                         |
| Оловен сулфид PbS              | 1000–3500                                                        |
| Живачно-кадмиев телурид HgCdTe | 400–14000                                                        |
| Кадмиев телурид CdTe           | 5000–20000                                                       |

Активният материал на фотодиодите е направен от силиций (за видимия светлинен спектър и за инфрачервена светлина с дължина на вълната до 1000 nm) или германий (за инфрачервено лъчение с дължина на вълната до около 1800 nm) както и от други полупроводникови материали.
Фотодиодите, изработени от силиций, имат сравнително нисък шум поради по-голямата ширина на забранената зона на силиция.
Съществуват и изработки за средния инфрачервен спектър с дължина на вълната 5 – 20 µm (CdTe-, Ge:Au-диоди), но те се нуждаят от дълбоко охлаждане (например с течен азот), за да се сведе до минимум шума поради фоновото топлинно излъчване при по-висока температура, което понижава ефективността на работата им. Топлинното движение при стайна температура е достатъчно за издигане на електрони от валентната лента в зоната на проводимост. В резултат на това тъмновият ток на тези фотодиоди при стайна температура е толкова голям, че сигналът, който се измерва, се губи. Друга причина за охлаждането е протичащото в обратна посока излъчване от самия корпус на сензора, което създава интерференция с падащата вълна.
Фотодиодите за измерване на светлината имат режекторен филтър за дневна светлина, който ограничава чувствителността в червения и инфрачервения спектрален диапазон и настройва кривата на чувствителност спрямо тази на окото. За разлика от тях, фотодиодите за приемане на инфрачервени сигнали (както при дистанционните управления) имат филтър за блокиране на дневната светлина. Например, те се отливат със синтетична смола с тъмен цвят и затова са защитени от смущения от видима светлина.

## Режими на работа
Фотодиодите могат да се използват в три различни работни режима:
- при наличието на напрежение U>0 и ток I<0, фотодиодът произвежда електрическа енергия (слънчева батерия). Без товар фотодиодът е наситен и напрежението се стреми към една максимална стойност, която почти не зависи от интензитета на светлината. При падащо напрежение токът нараства и от своя страна се стреми към една гранична стойност. В тази посока на характеристичната крива има настройка на мощността - желаната работна точка във фотоволтаичните системи.)
- при липса на напрежение U=0 и ток I<0 (късо съединение), фотодиодът произвежда ток, който е пропорционален на количеството светлина в доста обширен светлинен диапазон. Често е свързан към трансимпедансен усилвател - схема, която генерира сигнал от пропорционално напрежение от фотодетектора. Следователно нивата на облъчване могат да бъдат измерени много точно.
- напрежение U<0 и ток I<0. При прилагане на обратно напрежение токът е пропорционален на осветеността.